# Laxou
Laxou és un municipi francès situat al departament de Meurthe i Mosel·la i a la regió del Gran Est. L'any 2007 tenia 14.875 habitants.

## Demografia

### Població
El 2007 la població de fet de Laxou era de 14.875 persones. Hi havia 6.587 famílies, de les quals 3.112 eren unipersonals (1.240 homes vivint sols i 1.872 dones vivint soles), 1.550 parelles sense fills, 1.380 parelles amb fills i 545 famílies monoparentals amb fills.
La població ha evolucionat segons el següent gràfic:
Habitants censats

### Habitatges
El 2007 hi havia 7.351 habitatges, 6.771 eren l'habitatge principal de la família, 96 eren segones residències i 483 estaven desocupats. 1.898 eren cases i 5.395 eren apartaments. Dels 6.771 habitatges principals, 3.118 estaven ocupats pels seus propietaris, 3.531 estaven llogats i ocupats pels llogaters i 122 estaven cedits a títol gratuït; 651 tenien una cambra, 1.190 en tenien dues, 1.616 en tenien tres, 1.530 en tenien quatre i 1.784 en tenien cinc o més. 3.983 habitatges disposaven pel capbaix d'una plaça de pàrquing. A 3.653 habitatges hi havia un automòbil i a 1.598 n'hi havia dos o més.

### Piràmide de població
La piràmide de població per edats i sexe el 2009 era:
| Homes | Edats   | Dones |
| ----- | ------- | ----- |
| 4     | 95 o +  | 16    |
| 56    | 90 a 94 | 100   |
| 48    | 85 a 89 | 156   |
| 60    | 80 a 84 | 136   |
| 180   | 75 a 79 | 348   |
| 192   | 70 a 74 | 336   |
| 236   | 65 a 69 | 320   |
| 284   | 60 a 64 | 348   |
| 272   | 55 a 59 | 336   |
| 564   | 50 a 54 | 540   |
| 476   | 45 a 49 | 608   |
| 412   | 40 a 44 | 532   |
| 584   | 35 a 39 | 544   |
| 540   | 30 a 34 | 584   |
| 612   | 25 a 29 | 744   |
| 737   | 20 a 24 | 860   |
| 508   | 15 a 19 | 536   |
| 480   | 10 a 14 | 356   |
| 436   | 5 a 9   | 424   |
| 452   | 0 a 4   | 336   |

## Economia
El 2007 la població en edat de treballar era de 10.342 persones, 7.217 eren actives i 3.125 eren inactives. De les 7.217 persones actives 6.230 estaven ocupades (3.140 homes i 3.090 dones) i 987 estaven aturades (506 homes i 481 dones). De les 3.125 persones inactives 626 estaven jubilades, 1.652 estaven estudiant i 847 estaven classificades com a «altres inactius».

### Ingressos
El 2009 a Laxou hi havia 6.472 unitats fiscals que integraven 13.382 persones, la mediana anual d'ingressos fiscals per persona era de 19.355,5 €.

### Activitats econòmiques
Dels 673 establiments que hi havia el 2007, 4 eren d'empreses extractives, 7 d'empreses alimentàries, 2 d'empreses de fabricació de material elèctric, 20 d'empreses de fabricació d'altres productes industrials, 50 d'empreses de construcció, 164 d'empreses de comerç i reparació d'automòbils, 21 d'empreses de transport, 36 d'empreses d'hostatgeria i restauració, 34 d'empreses d'informació i comunicació, 47 d'empreses financeres, 28 d'empreses immobiliàries, 107 d'empreses de serveis, 107 d'entitats de l'administració pública i 46 d'empreses classificades com a «altres activitats de serveis».
Dels 118 establiments de servei als particulars que hi havia el 2009, 1 era una comissaria de policia, 1 oficina d'administració d'Hisenda pública, 1 oficina del servei públic d'ocupació, 2 oficines de correu, 15 oficines bancàries, 10 tallers de reparació d'automòbils i de material agrícola, 2 tallers d'inspecció tècnica de vehicles, 1 establiment de lloguer de cotxes, 2 autoescoles, 6 paletes, 7 guixaires pintors, 1 fusteria, 13 lampisteries, 8 electricistes, 1 empresa de construcció, 15 perruqueries, 1 veterinari, 1 agència de treball temporal, 22 restaurants, 2 agències immobiliàries, 2 tintoreries i 4 salons de bellesa.
Dels 54 establiments comercials que hi havia el 2009, 1 era, 3 supermercats, 1 una gran superfície de material de bricolatge, 1 una botiga de més de 120 m², 8 fleques, 5 carnisseries, 1 una carnisseria, 4 llibreries, 9 botigues de roba, 2 botigues d'equipament de la llar, 3 botigues d'electrodomèstics, 8 botigues de mobles, 2 botigues de material esportiu, 1 una botiga de material esportiu, 1 un drogueria, 1 una perfumeria i 3 floristeries.

## Equipaments sanitaris i escolars
El 2009 hi havia 1 psiquiàtric, 2 centres de salut i 7 farmàcies.
El 2009 hi havia 5 escoles maternals i 6 escoles elementals. A Laxou hi havia 3 col·legis d'educació secundària, 2 liceus d'ensenyament general i 1 liceu tecnològic. Als col·legis d'educació secundària hi havia 722 alumnes, als liceus d'ensenyament general n'hi havia 1.000 i als liceus tecnològics 63.
Laxou disposava d'un centre de formació no universitària superior de formació sanitària.

## Poblacions més properes
El següent diagrama mostra les poblacions més properes.